# This Kind of Hope
This Kind of Hope ist ein Dokumentarfilm des Filmemachers Pawel Siczek über das Leben des belarussischen Diplomaten und Oppositionellen Andrei Sannikow und begleitet somit die politische Entwicklung Belarus’ von den 90er Jahren bis in die frühen 2020er Jahre.

## Handlung
Der Film dokumentiert das politische Leben von Andrei Sannikow. Dabei folgt er chronologisch den Ereignissen von Sannikovs Rolle als Diplomat bei der atomaren Abrüstung Belarus nach dem Zusammenbruch der Sowjetunion über seine Kandidatur im Jahr 2010 bei den manipulierten Präsidentschaftswahlen und der folgenden Inhaftierung aufgrund der gewaltlosen Proteste bis hin zu seinem aktuellen Engagement im polnischen Exil. Für die Dokumentation der Ereignisse wechselt sich Archivmaterial mit historischen und aktuellen Interviews ab. Der Film gewährt ebenso private Einblicke und zeigt Andrei Sannikow in Gesprächen mit seinem Sohn oder seiner Frau, der Journalistin Iryna Chalip. Man erfährt von den Belastungen, schwierigen Entscheidungen und Opfern, die seine Arbeit für das Familienleben bedeutet. Auf diese Weise bekommt der Zuschauer einen Eindruck, was Andrei Sannikow in seinem unermüdlichen Kampf für Demokratie antreibt und wie sich ein Stück europäische Zeitgeschichte in einem Leben widerspiegelt.

## Produktion
Für die Recherche und Entwicklung des Films besuchte Pawel Siczek den Protagonisten über einen Zeitraum von knapp einem Jahrzehnt immer wieder im polnischen Exil. Die ersten Aufnahmen entstanden im Jahr 2013.
David Langhard erhielt für seine Arbeit am Film den Deutschen Dokumentarfilm-Musikpreis, der ihm beim DOK.fest München 2023 verliehen wurde.

## Kritik
Der Radiosender Bayern 2 würdigt den Film als Dokument europäischer Geschichte in seiner Ausgabe des Kultur-Updates vom 30. Januar 2024.

## Auszeichnungen
- DOK.fest München, Deutscher Dokumentarfilm-Musikpreis 2023 für David Langhard[9]